# Dominik Tarczyński
Dominik Tarczyński, né le 27 mars 1979 à Lublin, est un homme politique polonais, membre du parti Droit et justice.
Il siège à la Diète de Pologne de 2015 à 2020 et au Parlement européen depuis 2020.